# George Stubbs
George Stubbs (n. 25 august 1724 - d. 10 iulie 1806) a fost un pictor englez, considerat unul dintre cei mai importanți pictori britanici ai secolului al XVIII-lea, renumit mai ales pentru imaginile reprezentând cai. Fiul unui pielar din Liverpool,Stubbs a fost un artist autodidact. Adevarata sa educatie provenea din asidua studiere a anatomiei animale care i-a permis să-și picteze subiectele cu o acuratețe extraordinară.După ce și-a început cariera ca portretist, Stubbs s-a mutat la Londra,unde și-a câștigat o reputație unică printre iubitorii de cai.Asaltat de comenzi pentru lucrări înfățișând cai, Stubbs și-a făcut totuși timp pentru a-și lărgi repertoriul. A realizat scene rustice pline de farmec, portrete pline de stil și lupte de animale sălbatice experimentând inclusiv noile tehnici de gravură și smălțuire. Ultimul său proiect, pe care l-a început în jurul vârstei de 70 de ani, a fost un îndrazneț studiu comparativ al anatomiei umane si animale.

## Viața și opera
George Stubbs, cel mai renumit pictor de animale al Angliei, s-a născut la Liverpool, în data de 25 august 1724. Se cunosc puține lucruri despre copilăria sa, deși este destul de evident faptul că, imaginile cailor i-au dominat universul încă de la început. Tatăl său, John, lucra ca pielar. Era o meserie profitabilă, iar familia spera că tânărul George va continua tradiția. Se pare că artistul a respectat totuși aceste dorințe, deși în scurt timp a devenit clar pentru toți ceilalți că tânărul nu avea nici o tragere de inimă în această direcție.
Înclinațiile artistice ale lui George au început să se manifeste încă din copilărie. La vârsta de 8 ani realizase deja câteva schițe anatomice, câștigând chiar si un premiu la cercul de artă local, pentru desenul unui cal. Stubbs a continuat să deseneze în timpul liber, însă nu s-a putut gândi serios să facă o carieră din pasiunea sa, înainte de moartea tatălui său în luna august 1741.
La început, tânărul a urmat metoda tradiționala de studiu lucrând in atelierul unui artist profesionist. Maiestrul său a fost Hamlet Winstanley, un pictor local obscur, care avea acces la colecția de picturi a Contelui de Derby, din Knowsley Hall, în apropiere de Liverpool. Acest lucru a fost deosebit de important, deoarece, înainte să apară galeriile publice sau înainte să se înființeze școlile de artă, artiștii își învățau meseria, făcând copii după picturile vechilor maeștrii. Stubbs s-a pus pe treabă, însă, dupa numai câteva săptamâni s-a despărțit de Winstanley. Nu se cunoaște motivul exact al acestei rupturi deși se presupune faptul că maestrul s-ar fi simțit frustrat de dorința elevului său de a trata subiecte ambițioase înainte de a învăța elementele de bază. Se pare că Stubbs era un tânăr încrezător, care își cunoștea prioritățile și care era hotărât să își atingă scopul. Oricare ar fi fost adevărul, Stubbs s-a întors la Liverpool. În următorii 4 ani s-a dedicat studiului picturii și a jurat că "va studia Natura singur, copiindu-i și cercetându-i principiile cele mai intime".
În jurul anului 1744, Stubbs a vizitat Wingan și Leeds unde a realizat mai multe portrete la comandă. Din păcate, niciunul dintre aceste portrete nu au fost încă identificate. În anul 1745, s-a mutat la York, unde a avut ocazia să realizeze în mod regulat astfel de lucrări. De asemenea a avut ocazia de a se dedica pasiunii pentru anatomie. A intrat în legătură cu Charles Atkinson, un doctor al spitalului local și sub îndrumarea acestuia, a realizat mai multe disecții. Îndemânarea sa în acest domeniu i-a atras atenția doctorului John Burton, care se îngrijea pe atunci de lucrarea "Eseu privind un nou sistem de obstetrică (1751)". Stubbs a realizat 18 ilustrații pentru tratatul acestuia, iar acestea sunt considerate primele lucrări datate ale artistului. Printre aceste ilustrații se numără o imagine reprezentând o femeie care a murit la naștere, realizată în baza primei disecții pe care a realizat-o pentru Atkinson. Stubbs a rămas la York până în anul 1751, când s-a mutat în orașul Hull, aflat în apropiere, continuându-și cariera de portretist. Este posibil să-și fi ales această destinație, deoarece avea deja un client important în această zonă. Familia Nelthorpe care își avea originile lângă Barton-on-Humber, i-a comandat câteva picturi de-a lungul anilor. Una dintre acestea, un dublu portret al lui Sir Henry Nelthorpe și al soției acestuia, poate fi considerată drept una dintre cele mai vechi picturi păstrate, realizate de Stubbs deoarece se cunoaște faptul că Sir Henrz a murit în anul 1746.
În anul 1754, Stubbs a călătorit în Italia ajungând la Roma în timpul Sărbătorilor Pascale. Era genul de călătorie convențională, comună oricărui tânăr artist care dorea să se familiarizeze cu operele artei clasice și cu marile capodopere ale Renașterii. Deoarece era epoca Marelui Tur, când nobilii englezi își incheiau educația vizitând principalele centre culturale europene, exista oportunitatea de a cunoaște mulți colecționari de artă și admiratori.
În timpul acestei călătorii de studiu, Stubbs și-a găsit inspirația pentru tema "Leul si calul" pe care a abordat-o în diverse ocazii și etape ale creației artistice. Este posibil ca ideea inițială să îi fi venit contemplând o statuie antică din marmură, care se afla în Palazzo dei Conservatori. De asemenea, mai există o variantă neverificată, conform căreia, și-ar fi continuat călătoria, ajungând în Africa de Nord, unde chiar a văzut un leu atacând un cal.
După întoarcerea sa din Italia, Stubbs a stat pentru o vreme la Liverpool ocupându-se de afacerea tatălui său. În anul 1756, a cumpărat o fermă la Horkstow, în Lincolnshire. Aici, s-a ocupat de unul din cele mai importante proiecte ale carierei sale, o carte despre "Anatomia Calului". În următoarele 16 luni, s-a dedicat neplăcutei sarcini de a diseca mai multe animale, pentru a-și completa cercetarea. Procesul executării desenelor necesare, transformarea acestora in gravuri detaliate și găsirea unui editor au fost o problemă frustrantă și de durată. "Anatomia "lui Stubbs a fost tipărită de abia în anul 1766. Singura persoană care i-a ținut de urât lui Stubbs în timpul exilului său voluntar în Horkstow, a fost soția sa, Mary Spencer. Se știu foarte puține despre ea, deși a fost credincioasă lui Stubbs de-a lungul vieții artistului. Se presupune că era fiica unui căpitan de vas, care a fost ucis de sclavul său preferat în timpul unei revolte pe mare. Alte surse, au prezentat-o ca fiind mătușa lui Stubbs, nepoata sa sau chiar amanta acestuia. Cuplul a avut 2 copii: George Townley Stubbs care ulterior a devenit un gravor de succes, realizând mai multe gravuri dupa picturile tatălui său, și o fiică, Mary, care a murit în copilărie fiind înmormântată la Liverpool, în luna septembrie a anului 1759. În anul 1758, se pare că Stubbs și-a lăsat familia la Liverpool, în timp ce el a călătorit la Londra în căutarea unui gravor pentru "Anatomie". Eforturile sale au fost lipsite de succes, însă a reușit să-și facă un nume printre pasionanții curselor de cai. S-a împrietenit cu Henry Angelo, al cărui tată,Domenico, deținea o școală de călărie la modă, în Soho. Stubbs a realizat mai multe studii de cai pentru Domenico. Acesta a fost atât de impresionat de lucrările artistului, încât l-a recomandat clienților săi. În scurt timp, Stubbs a început să onoreze comenzi pentru clienți provenind din sfera aristocrației, printre care se numărau marchizul de Rockingham, ducele de Richmond și contele Spencer. În același timp, Stubbs a început să-și expună lucrările. În anul 1762 a expus în cadrul influentei Societăți a Artiștilor, predecesoarea Academiei Regale. Stubbs a participat în mod regulat la expozițiile anuale ale Societății, iar în anul 1766, el a devenit unul din administratorii acesteia. S-a folosit de fiecare ocazie pentru a-și promova propriile interese, fiind persoana care l-a convins pe doctorul Hunter să realizeze o disecție în beneficiul membrilor Societății. Datorită faimei acumulate, Stubbs a ajuns la concluzia că ar trebui să locuiască la Londra. În anul 1764 artistul s-a mutat într-o casă de pe Somerset Street unde a locuit pentru tot restul vieții sale. A fost o hotărâre bună deoarece anii 1760 au fost cei mai prolifici ani ai carierei sale. În această perioadă a început să lucreze pentru seria de picturi înfățișând iepe și mânji, acestea fiind considerate drept cele mai bune lucrări ale sale. De asemenea, a fost angajat să realizeze picturi ale celor mai renumite curse de cai din acea perioadă, acest lucru sporindu-i renumele. Aceste succese au coincis cu o serie de schimbări importante în arta britanică. Stubbs era un membru loial al Societății Artiștilor, fiind președinte al organizației în perioada 1772-1773. u toate acestea înființarea Academiei Regale în anul 1768 a introdus noi standarde artistice și, treptat, Stubbs a devenit loial noii organizații. După anul 1755, el prefera să expună în cadrul Academiei unde talentul său era pe deplin apreciat. Drept urmare artistul a fost ales membru asociat în 1780 devenind membru cu drepturi depline al Academiei în 1781. Cu toate acestea satisfacția lui Stubbs a fost umbrită în urma unei dispute cu comisia care se ocupa de organizarea expoziției. În anul 1781, a expus 5 picturi în email - utilizând o noua tehnică prin care spera că va câștiga aprecierea publicului- însă acestea au fost expuse necorespunzător, iar impactul lor nu a fost tocmai cel așteptat. Supărat, Stubbs a refuzat să prezinte Academiei o lucrare de diplomă și drept urmare nu a avut niciodată dreptul de a purta prestigiosul titlu de Academician.
Ajuns la apogeul carierei sale, Stubbs își putea permite sume considerabile pentru achiziționarea lucrărilor sale. Un simplu portret de cal, de exemplu, costa 100 de guinee. Cu toate acestea, artistul era gata oricând să se implice în proiecte noi, ambițioase și riscante. Experimentul picturilor în email se încadrează într-o astfel de categorie. Stubbs a realizat primele lucrări de acest gen la începutul anilor 1770, continuând să-și perfecționeze tehnica în următorii 20 de ani. În acest timp, a colaborat cu maestrul olar Josiah Wedgewood(1730-1795), deoarece își dorea să picteze pe plăci din ceramică. În termeni tehnici experimentul a fost un mare succes, însă ideea nu a prins la public, dovedindu-se a fi un dezastru comercial. Resursele financiare ale lui Stubbs au fost secătuite și de un alt proiect în care artistul a investit timp și bani. În anul 1790, a început să ilustreze istoria recentă a curselor de cai. Dorea să expună o serie a picturilor sale cu cai la Turf Gallery urmând apoi să le reproducă în mezzotintă (o metodă de gravură bazată pe tonuri) împreună cu un text explicativ, pentru ca lucrarea sa să fie înțeleasă de cat mai multă lume. Chiar dacă ideea era bună, momentul ales a fost total nepotrivit. Proiectul a concis cu consecințele dezastruoase ale Revoluției Franceze. În această perioadă de instabilitate politică, banii erau puțini, iar inflația era în creștere. Proiectul a fost un fiasco total. Niciuna dintre picturi nu a fost cumparată și afacerea s-a năruit.
Astfel de proiecte i-au adus dificultăți financiare lui Stubbs în anii 1790, deși nu ducea lipsă de comenzi importante. Din fericire, a primit un ajutor financiar din partea Isabellei Saltonstall, o prietenă apropiată, dar și una dintre cele mai importante cliente. Aceasta i-a împrumutat bani, a garantat pentru el și în cele din urmă, a fost executoarea sa testamentară. Stubbs a rămas o persoană activă până în ultimele zile ale vieții sale - a mers pe jos 25 km pentru a ajunge la o întâlnire cu ultimul său client. Cu toate acestea, în data de 10 iulie 1806, a suferit un puternic atac de cord și a murit câteva ore mai târziu.
- "Horse Attacked by a Lion" ("CAL ATACAT DE UN LEU" - 1769). De dimensiuni reduse, lucrarea realizată în email, este una din numeroasele versiuni având ca temă "leul si calul". Cu toate acestea, spre deosebire de pictura în ulei pe care o imită, această capodoperă are unghiurile tăiate, având forma unui octogon neregulat, în care grupul comprimat, format de cele două animale capătă o forță emoțională mai puternică, subliniată fiind de contrastul cromatic.

- "The Moose" ("ELANUL" - 1770). În anul 1770, guvernatorul general al Canadei i-a făcut cadou ducelui de Richmond, un elan. Considerat un animal pe cale de dispariție, pentru a i se asigura o transpunere corectă pe pânză, lui Stubbs i-a fost comandat un portret detaliat al animalului, pe care l-a amplasat într-un peisaj sugestiv cu puternice contraste clarobscure.

- "Hound and Bitch in a Landscape" ("PEISAJ CU CÂINI DE VÂNĂTOARE" - 1792). Tabloul a fost pictat probabil pentru reverendul Thomas Vzner, care era considerat nu numai un expert în creșterea câinilor de vânătoare, ci și unul dintre cei mai buni călăreți din cadrul partidelor de vânătoare. Stubbs s-a ocupat și de studierea câinilor, nu numa a cailor. Cei doi câini, un mascul și o femelă, sunt redați cu deosebită atenție, acordată în special detaliilor.

- "The Prince of Wales's Phaeton" ("CARUL PRINȚULUI DE WALES" - 1793). La începutul anilor 1790, prințul de Wales a comandat o serie de calești noi. Stubbs celebrează inaugurarea noii calești personale a prințului, Highflzer, redată cu deosebită grijă și atenție. Vizitiul, cu livrea roșie contrastează cu cei doi cai negri,întâmpinați de câinele care, sărind, parcă le urează bun venit.

- "The Melbourne and Milbanke Families" (FAMILIILE MELBOURNE ȘI MILBANKE" - 1769-1770). Pictura a fost probabil comandată cu ocazia căsătoriei dintre Elizabeth, fiica lui Sir Ralph Milbanke și Penniston Lamb, primul Lord de Melbourne. Este o pictură de gen, un tip de lucrare deosebit de apreciat în Anglia secolului al XVIII-lea. Este o mărturie semnificativă meticulozității "fotografice" a lui Stubbs, rezultat al cunoașterii aprofundate a anatomiei cailor.

- "Lady and Gentleman in a Carriage" (DOAMNA ȘI DOMNUL DIN TRĂSURĂ" - 1787). Bărbatul și femeia fac probabil parte din familia de bancheri din Liverpool, Hope, una din numeroasele familii cărora le făcea plăcere să se lase pictate de penelul precis al lui Stubbs. Cuplul aste surpins aici în timpul unei plimbări cu faetonul, trăsura descoperită cu patru roți,trasă de doi cai.

## Capodoperă

### Whistlejacket
Impactul acestui portret,în mărime naturală,al unui cal ,pe un fundal simplu,poate fi apreciat la justa valoare numai atunci când este văzut în realitate.Dimensiunile sale ample și precizia ,claritatea și înțelegerea cu care artistul prezintă animalul creează o impresie puternică și promptă.
Poziția calului și fundalul simplu sunt neobișnuite pentru Stubbs,care,de obicei,picta animalele amplasate într-un peisaj.Se pare că marchizul de Rockingham , cel care i-a comandat artistului pictura ,intenționa să includă și portretul regelui George al III-lea,însă s-a răzgândit și l-a rugat pe Stubbs să-l lase neterminat.Unele surse susțin că modificarea a fost provocată de divergențele politice ,în timp ce altele ,sugerează că decizia a fost pur și simplu estetică.